# The Anime Man
Джозеф Тецуро Бізинджер (нар. 28 вересня 1994), більш відомий як Джої Бізинджер та відомий в Інтернеті як The Anime Man, а також під його псевдонімом Ikurru — японсько-австралійський ютубер, актор дубляжу, автор пісень, репер, і подкастер. Його відео зосереджені на аніме, манзі, японській культурі, мові та іграх. Бізинджер також відомий своїми інтерв'ю з людьми з японської індустрії розваг, такими, як автори ранобе, манґаки та актори дубляжу аніме. Станом на лютий 2025 року Джої має понад 3,3 мільйона підписників і понад 631 мільйон переглядів на YouTube.

## Ранні роки
Бізинджер народився 28 вересня 1994 у Сіднеї, Новий Південний Уельс. Він народився у змішаній сім'ї, його матір — японка, а батько — австралієць німецького та угорського походження. Матір Бізинджера хотіла, щоб син зберіг своє японське походження, тому розмовляла з ним виключно японською та показувала йому різні японські аніме, Дораемон, Sazae-san та Покемон були особливо поширеними в його ранньому дитинстві.

## Кар'єра

### The Anime Man
Бізинджер розпочав свою кар'єру на YouTube, опублікувавши своє перше відео “Dubbed Anime Sucks!,” 27 травня 2013. Своїми влогами та дискусіями про різні аніме та манґу Бізинджеру вдалося досягти свого 100,000 підписників у 2015. У червні 2015 він опублікував відео “7 Types of Anime Fans”, яке розповідає про різні архетипи, які складають аніме-спільноту, вважається що саме воно стало проривним для його каналу; через тиждень після його виходу, кількість підписників Бізинджера подвоїлась. У лютому 2016, Бізинджер створив свій другий канал, Joey, який спочтаку був створений як канал про нього, але пізніше переріс у канал, на якому публікуються менш пропрацьовані відео або контент, який не підходить для основного каналу.
Закінчивши університет у травні 2016 Бізинджер переїхав до Японії, де він спочатку планував працювати в IT, але його YouTube-канал став настільки успішним, що він міг займатись ним повний робочий день. У січні 2017 The Anime Man досяг одного мільйона підписників. З 2017 по 2018 Бізинджер був співведучим подкасту від SBS під назвою The Anime Show, разом з Аґнес Дієґо (Akidearest), вийшло 68 епізодів, протягом яких вони дискутували аніме, манґу та культуру отаку.
У 2018 Бізинджер став гостем у чотирьох епізодах Journey Across Japan від Abroad in Japan, серії відео у яких він подорожував велосипедом по Японії разом із британським ютубером Крісом Бродом з Ніїґати до Ітоїґави. Протягом подорожі серія відео документувала локальні традиції та щоденне життя, виконуючи в той же час випробування, що зробити відео цікавішим. У одному з випробувань Брод та Бізинджер змогли створити телевізійну рекламу, використовуючи Morinaga in Jelly, для якої Бізинджер створив вигаданого персонажа “Dr. Jelly.” Бізинджер, разом із Нацукі Асо, продовжував з'являтись у продовженнях серії: Escape to Fuji (2020) та The Lost Islands (2021). У травні 2021, сингл Too Much Volcano! від Abroad in Japan, Бізинджера та Асо вийшов на iTunes Store та Spotify; пісня разом із відеокліпом була записана під час зйомок The Lost Islands. 25 червня 2021 пісня досягла  65 місця на чарті завантажень у Великій Британії.
У 2018 році Бізинджер також розпочав кар'єру в озвучуванні, отримавши камео у грі Grisaia Phantom Trigger Vol. 4 і роль наратора у одному з епізодів Pop Team Epic. У 2020 році він отримав роль музичного елітиста у грі No Straight Roads.
У лютому 2020 Бізинджер разом з двома іншими ютуберами, британцем тайського походження Ґрантом Манетафо (Gigguk) та валлійцем Конором Колхуном (CDawgVA), розпочав створювати щотижневий аудіо та відео подкаст під назвою Trash Taste, де вони обговорюють аніме, манґу, культуру отаку та їхній досвід життя в Японії. Перший епізод вийшов 5 червня 2020, усі епізоди доступні на YouTube та інших популярних подкаст-платформах. У лютому 2022 Бізинджер створив третій канал, The Anime Man VODs, на якому публікуються записи його стрімів на Twitch.

## Особисте життя
4 листопада 2016 року Бізинджер та ютуберка Аґнес Дієґо (Akidearest) оголосили, що перебувають у стосунках.

## Дискографія

### Студійні альбоми
| Назва                                  | Рік  |
| -------------------------------------- | ---- |
| A Picture Frame Full of Memories       | 2019 |
| Soundtracks for the Delicate           | 2021 |
| i hope you have a nice life without me | 2025 |

### Мініальбоми
| Назва                | Рік  |
| -------------------- | ---- |
| Fifteen              | 2020 |
| Shirokitsune         | 2020 |
| What's On Your Mind? | 2022 |

### Сингли
| Назва                                                                     | Рік  | Альбом |
| ------------------------------------------------------------------------- | ---- | ------ |
| "I Know You Will Fall"                                                    | 2020 |        |
| "Anime Cypher 2020" (featuring Gray Fox, Otaku>d Furiku, Rustage & Kuro!) | 2020 |        |
| "Freefalling Upwards into an Ocean of Dreams"                             | 2021 |        |
| "Twenty Seven"                                                            | 2021 |        |

#### Спільні сингли
| Назва | Рік  | Позиція у чартах | Альбом |
| Назва | Рік  | UK Down.         | Альбом |
| --- | ---- | ---------------- | ------ |
| "Kono Dio Da" (Rustage featuring The Anime Man) | 2020 | —                |        |
| "Joestar (JoJo's Bizarre Adventure)" (None Like Joshua & Musicality featuring Rustage, Nux Taku, CDawgVA, JY Shawty, Ikurru, Chi-Chi & Caleb Hyles) | 2020 | —                |        |
| "Too Much Volcano" (Abroad in Japan featuring The Anime Man & Natsuki Aso)                                                                          | 2021 | 65               |        |

## Фільмографія

### Телебачення
| Рік  | Назва         | Роль       | Примітки                                | Джерело       |
| ---- | ------------- | ---------- | --------------------------------------- | ------------- |
| 2018 | Pop Team Epic | Розповідач | Голос; епізод: "Dancing with a Miracle" | [ 28 ] [ 29 ] |

### Відеоігри
| Рік  | Назва                         | Роль             | Примітки | Джерело       |
| ---- | ----------------------------- | ---------------- | -------- | ------------- |
| 2018 | Grisaia Phantom Trigger Vol.4 | Самого себе      |          | [ 28 ]        |
| 2020 | No Straight Roads             | Музичний елітист |          | [ 30 ] [ 31 ] |

### Інтернет
| Рік  | Назва             | Роль   | Примітки     | Джерело |
| ---- | ----------------- | ------ | ------------ | ------- |
| 2024 | The Art of Murder | Сосуке | голос; пілот | [ 32 ]  |